# スズキ・LJ50型エンジン
スズキ・LJ50は、かつてスズキが製造していた、自動車用ガソリンエンジンである。
本項においては、当エンジンの前身である直列2気筒のL50、および横置きトランスミッション用の横置きエンジンであるT4A・T5A・T5Bについてもあわせて解説する。

## 主要項目
- 構造：クランクケース圧縮型2ストローク 直列3気筒
- 冷却：水冷
- 排気量：539cc
- 内径×行程：61.0mm×61.5mm

## 概要と沿革

### パワー競争の申し子
1958年に発売された富士重工のスバル360以来、軽自動車は大衆車として、日本のモータリゼーションの発展を支えていた。しかし、1967年に本田技研工業から、4ストロークエンジンを持ち、グロス値31PSを誇るホンダ・N360が発売されると、それまでの普及型自動車の性格から一変、軽自動車は熾烈な出力向上競争におかれた。
スズキも強力形エンジンとして空冷3気筒のLC10型を登場させ、フロンテのスポーツモデルでは36PSを達成した。しかし、当時キャリイやジムニーに採用されていた2気筒のFB型ともども、シリンダーヘッド過熱による出力低下、いわゆる熱ダレが避けられず、主力車種であるフロンテ、キャリイ、そして過酷な運用条件を強いられるジムニー用として、水冷エンジンの開発が進められた。
こうして1971年、LC10型の水冷版であるLC10W型はフロンテのマイナーチェンジとともに登場した。LC10Wは総排気量356ccの水冷2ストローク直列3気筒で、37PSを発生する仕様がフロンテのスポーツモデルに搭載された。翌1972年には2気筒のFB型も水冷化され、形式は新たにL50となった。

### 排ガス規制と550cc化
1970年代中盤、マスキー法に端を発する自動車排出ガス規制のクリアのため、他社においては構造上未燃焼ガスの放出が避けられない2ストロークエンジンから、4ストロークエンジンへの移行が進んだ。しかし、ホンダとは逆に4ストロークエンジンの技術に乏しいスズキは、2ストロークに固執せざるを得なかった。また、商品的に見ても、トルクが減少し扱いづらくなる4ストローク化は可能なら避けたかった。
スズキは1970年代初頭時点で、オートバイのGT380やGT750にて、アイドリング時にクランクケース下部に滞留した未燃焼オイルを加速の際に隣のシリンダーへ送り込み再燃焼させて排気ガスへの未燃焼オイルの混入を軽減し、2ストローク特有の白い排気煙の減少を図る機構であるSRIS(Suzuki Recycle Injection System)を開発。次いで軽自動車用エンジンではLC10W型の試験エンジンにおいて、燃焼室と排気ポートに1本ずつの点火プラグを配置し、未燃焼ガス(HC)を再燃焼。併せてエアポンプで一酸化炭素も浄化する仕組みである、スズキ・EPIC(排気孔点火浄化装置、Exhaust Port Ignition Cleaner)の開発に成功しており、これら二つの機構を搭載したLC10型にて1974年のアメリカ合衆国環境保護庁のマスキー法試験に合格する成果を挙げていたが、構造の複雑さが難点であり、自動車排出ガス規制が乗用に比べて緩い貨物用2気筒エンジンの対策は、EPICよりも簡素な機構で賄う方法が模索された。
そこで1975年のL50型では、SRISに加えて2気筒の掃気時の未燃焼ガスの排出を抑制するために、エキゾーストロータリーバルブ(ERV)を排気ポートに新たに設置し、エキスパンションチャンバーも併用することにより、2ストロークエンジンでありながら昭和51年排出ガス規制適合を達成した。
1976年（昭和51年）、軽自動車規格が変更され、エンジンの排気量は360 cc未満から550 cc未満へと拡大された。これは4ストロークエンジンへの移行促進を狙ったものだが、既に2ストロークで51年排ガス規制に適合したスズキは、わざわざ4ストロークにする必要がなかった。キャリイやジムニーなどのトルクの必要な車種への要請から、主に商用車用として2ストロークエンジンを継続した。
新規格に対応するためL50エンジンをベースに1シリンダー追加し、排気量を539 ccとした。これがLJ50である。スポーツエンジンは廃止され、26 PSあるいは28 PSのトルク重視のものに統合されたが、2ストローク3気筒という構成から回転が滑らかでエンストしづらく、スペックの割にトルク感があり、エンジン音も、音圧は大きいものの音質は穏やかな連続音であった。当初はキャリイとジムニーに搭載され、いずれもCCIS（Cylinder Crank Injection and Selmix）採用の分離給油で、使い勝手はオイルの補充以外は当時の他社4ストローク車と変わらなかった。また、2ストローク3気筒はエキゾーストマニホールドを集合化して排気干渉を利用しチャンバーのみで未燃焼ガス（HC）の流出を抑え込めたため、2気筒のL50時代に排ガス規制を突破する切り札となった反面、出力の低下を招いて不評であったERVの廃止が可能となった。
同時期、横置きトランスアクスル用として、RR用のT4A(443 cc)およびT5A(539 CC)、FF用のT5B(同)も生産された。LJ50型とT5A型とを比較すると、内径×行程とも同一であるなど基本設計の共通点は多いものの、クランクケースが大きく異なるだけでなく、ポートタイミングやポートサイズも異なり、シリンダーブロックは全く別のものである（雑誌「ジムニースーパースージー」No.052(2009年6月号)の記事に比較写真あり）。これらの横置きエンジンは軽乗用車用のエンジンのため、軽貨物用のL50やLJ50よりもより厳しい排ガス規制が課された。1976年登場のT4Aは昭和51年排出ガス規制中の昭和50年暫定規制、1977年登場のT5A、1979年登場のT5Bは当時世界で最も厳しい規制と言われた昭和53年排出ガス規制をクリアする必要があった。スズキはこれに対し、360 cc時代に開発されたEPICよりも簡素で浄化効率の改善が進んでいた酸化触媒を排気管中に2重配置し、更にエアポンプで二次空気を供給するスズキ・TC(Twin Catalyst)にて、T5系については規制の通過に成功した。しかしT4Aは「翌々年（1979年）に予定しているフロンテのフルモデルチェンジまでのつなぎ」であり、ボディの側の容積の不足もあって53年規制への対応は失敗し、昭和52年をもって製造中止となった。この為、急遽ライバルであるダイハツが開発した2気筒エンジンのAB型をOEM供給してもらい、結局翌年の年改でT5Aを搭載できるようボディの設計が変更された。

### F5Aの登場
排ガス規制を無事に乗り切ったスズキだったが、もはや世の流れは4ストローク化に傾いており、これには逆らえなかった。また、LJ50自身、ディストリビューターもポイント式のままで、排ガス規制に追われている間に、その他の面で時代に取り残されてしまっていた。
スズキの4ストロークエンジンとしては、設計的には旧いが信頼性の高いF型があった。このジムニー8（SJ20）に使用されていた4気筒のF8Aをベースに、1気筒を減じて550 ccにスケールダウンしたF5Aが、LJ50系に変わるスズキの軽自動車用エンジンとしてフロンテとアルトを置き換えた。
しかし、セルボ、キャリイ、ジムニーは相変わらずLJ50を搭載し続けた（セルボのみT5A）。

### SJ30
1981年にジムニーがフルモデルチェンジ（SJ30系）。F5Aでは未だトルクを満足できずLJ50を継承した。これが日本最後の2ストロークエンジン搭載4輪車の新規登録形式となった。1983年の大マイナーチェンジ（SJ30-2）でようやく点火系がフルトランジスタ化され、出力は28 PSへの僅かな向上ながら実用域でのトルクを改善した。
1982年にセルボが、1985年にキャリイがそれぞれフルモデルチェンジし、エンジンはF5Aへとそれぞれ交代した。
1986年、ジムニーにもついにF5A搭載車が登場（JA71系）。EPIとターボでトルクを稼ぐ形態だったが、ターボラグとピーキーな特性が実用車向けではなく、SJ30も併売された。

### 終焉
1987年、日本最後の2ストローク4輪車となるジムニーSJ30-5型にマイナーチェンジ。
1988年、SJ30国内向け生産終了。ただし在庫車の販売は続けられる。
1990年、軽自動車の規格拡大が行われることになり、安全対策として全長の100 mm拡大が盛り込まれ、排気量も550 cc未満から660 cc未満へと引き上げられることとなり、F5Aは内径を拡大したF6Aとなった。これにより従来の泣き所であったターボ非作動時の低回転域のトルクの細さと、小排気量から来る大きなターボラグが改善された。ジムニーは大規模改良を伴いつつF6A化されたJA11系となり、入れ替わりにSJ30はカタログ落ちした。

## 主な搭載車両
- スズキ・フロンテ（LC10W→T4A→T5A→T5B）

T5B搭載車(SS30S型)はF5A搭載車(SS40S型)と併売。
- フロンテハッチ（L50→LJ50）
- スズキ・セルボ（T5A）
- スズキ・アルト（T5B）
- スズキ・キャリイ（L50→LJ50）

キャリイバン（現在のエブリイ）も含む。
- スズキ・ジムニー（L50→LJ50）